# Nordea Nordic Light Open 2007
Il Nordea Nordic Light Open 2007  è stato un torneo di tennis giocato sul cemento. 
È stata la 6ª edizione del Nordea Nordic Light Open, 
che fa parte della categoria Tier IV nell'ambito del WTA Tour 2007. 
Si è giocato a Stoccolma in Svezia,dal 30 al 5 agosto 2007.

## Campioni

### Singolare
Agnieszka Radwańska ha battuto in finale  Vera Duševina con il punteggio di 6–1, 6–1

### Doppio
Anabel Medina Garrigues /  Virginia Ruano Pascual hanno battuto in finale  Chan Chin-wei /  Tetjana Lužans'ka con il punteggio di 6–1, 5–7, [10–6]